# Тавија
Тавија је насељено мјесто у општини Костајница, Република Српска, БиХ. Према попису становништва из 1991. у насељу је живјело 575 становника.

## Географија
Насеље Тавија спада у низински дио општине, иако се надморска висина доста повећава крећући се од самог насеља Костајница до села Горња Слабиња. Сјеверни дио насеља надовезује се на територију града Костајница.

## Физиономија насеља
Тавија је насеље прелазног типа, јер је рурално-урбаног карактера. То се јасно може видјети према дијеловима насеља која се непосредно наслањају на град Костајницу (урбани дио) и на дио који се наслања на Горњу Слабињу (рурални дио). Насеље Тавија и функционално сраста са урбаним дијелом општине јер се доста кућа направило уз пут који води до зграде средње школе, која се и сама налази у овоме насељу. Према томе нижи дијелови насеља су збијени и урбаног типа, а виши разбијени и руралног типа. У централном дијелу насеља Тавија изграђено је и ново насеље, насеље потпуно урбаног типа, изграђено превасходно за насељавање избјеглица, које су се доселиле са простора Хрватске, превасходно Баније, током Отаџбинског рата.

## Пољопривреда
Тавија се налази у низинском пољопривредном појасу општине Костајница. Иако ово подручје карактерише извјестан територијални дисконтинуитет, јер је пресјечено урбаним дијелом општине уз
ријеку Уну, оно се може посматрати као кохерентно, јер доминира иста врста пољопривредне производње – говедарство, подржано ратарством, односно узгојем култура кукуруза и пшенице, те повртларство.

## Историја
На територији насеља Тавије се налази археолошко насеље Градина Маринковић. Ово налазиште представља праисторијско насеље са континуитетом до Рима.

## Образовање
На подручју насеља Тавија не постоји основна школа, јер сви ђаци овог насеља иду у централну основну школу у Костајницу, али постоји и зграда средње школе. Средњошколски центар у Костајници је једна од млађих образовних институција у Републици Српској, јер је основана крајем деведесетих година прошлог вијека. У средњошколском центру у Костајници се изводе различити програми од гимназије општег смјера до стручних четворогодишњих програма, у зависности од заинтересованости и бројности ученика. У овој школској установи наставу похађају ученици из оптшина: Костајница, Нови Град и Козарска Дубица. Такође има ученика и из осталих дијелова Приједорске регије, те и из Републике Хрватске (Хрватска Костајница).

## Култура
На подручју насеља Тавија постоји друштвени дом на којем су у 2010. години урађени санациони радови, али је и даље лошег стања. Друштвени домови се углавном користе за предизборне скупове, али и за одржавање разних састанака са грађнима ових села.

## Становништво
Према попису становништва из 1991. године, мјесто је имало 575 становника.
| Демографија | Демографија | Демографија |
| Година      | Становника  | Становника  |
| ----------- | ----------- | ----------- |
| 1948.       | 266         |             |
| 1953.       | 290         |             |
| 1961.       | 438         |             |
| 1971.       | 509         |             |
| 1981.       | 457         |             |
| 1991.       | 575         |             |